# Eddie Cahill
Eddie Cahill (New York, 15 januari 1978) is een Amerikaans acteur van Iers-Italiaanse afkomst.
Hij is vooral bekend door zijn rol in CSI: NY, waar hij Don(ald) Flack speelt. In Friends heeft hij het vriendje (Tag Jones, haar assistent) van Rachel gespeeld. Verder had Cahill een rol in de film Miracle. Ook had hij een bijrolletje in de Amerikaanse hitserie Sex and the City.

## Filmografie

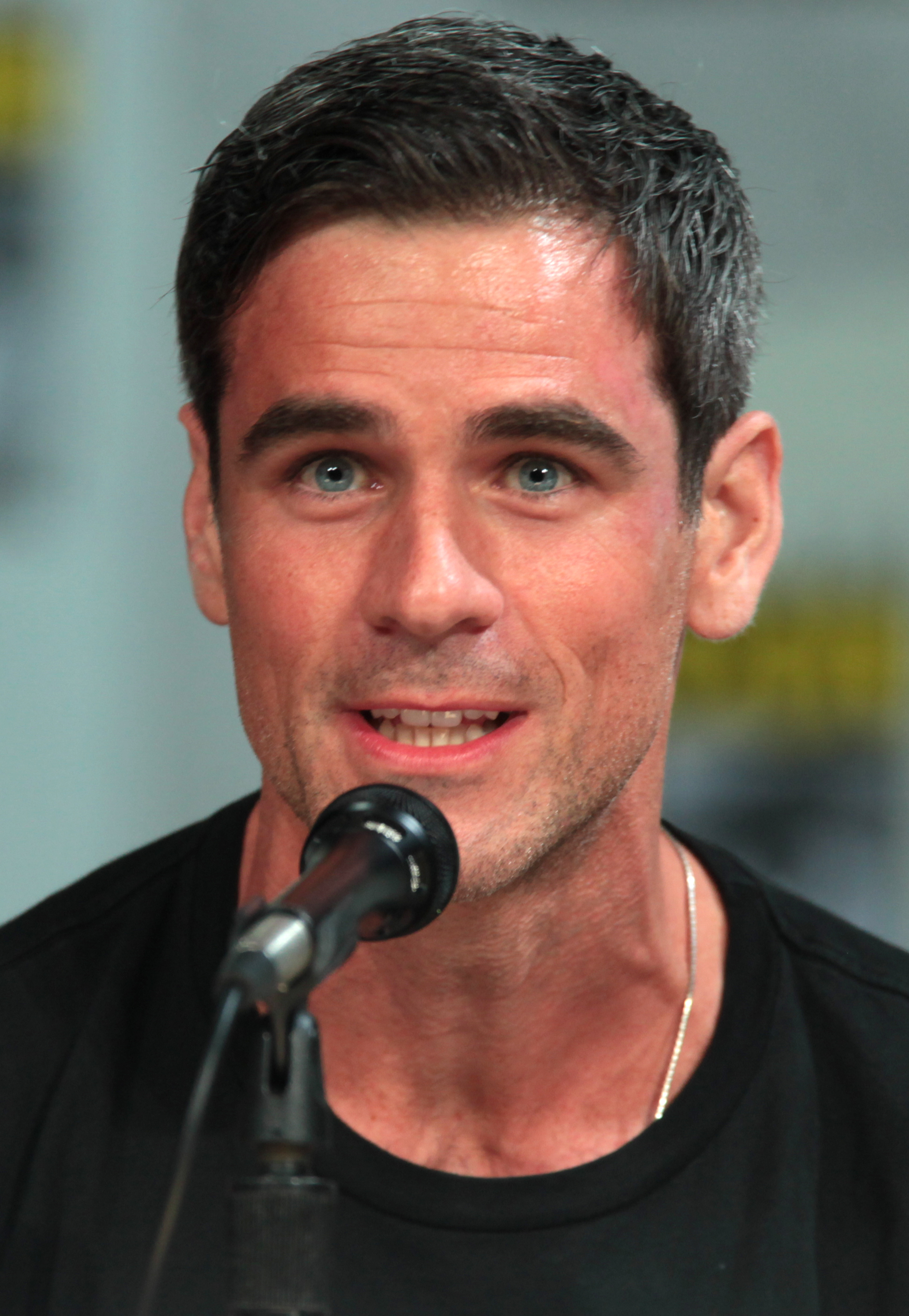
Eddie Cahill, 2014

| Jaar        | Titel              | Rol            |
| ----------- | ------------------ | -------------- |
| 2025        | Materialists       | Robert         |
| 2014-2015   | Under the Dome     | Sam Verdreaux  |
| 2008        | The Narrows        | Nicky Shades   |
| 2007        | This Is Not a Test | Robert Forte   |
| 2005        | Lords of Dogtown   | Larry Gordon   |
| 2004-2013   | CSI: NY            | Det. Don Flack |
| 2004        | Miracle            | Jim Craig      |
| 2002        | Glory Days         | Mike Dolan     |
| 2000        | Sex and the City   | Sean           |
| 2000 - 2001 | Friends            | Tag Jones      |